# Precinct de Shelby no 2
Le precinct de Shelby n° 2 est un precinct électoral du comté d'Edwards dans l'Illinois, aux États-Unis. En 2010, ce precinct comptait une population de 246 habitants.

## Source de la traduction
- (es) Cet article est partiellement ou en totalité issu de l’article de Wikipédia en espagnol intitulé « Distrito electoral de Shelby n° 2 » (voir la liste des auteurs).